# Sidi R'Bat

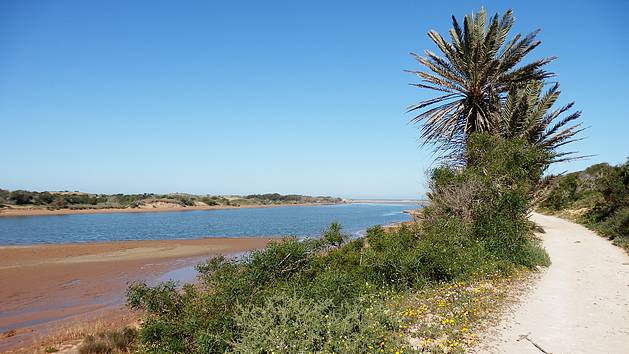
Mündung des Oued Massa

Sidi R'Bat (arabisch سيدي الرباط, DMG Sīdī r-Ribāṭ) ist ein kleiner Ort mit ca. 500 Einwohnern an der Atlantikküste Marokkos in der Provinz Chtouka-Aït Baha in der Region Souss-Massa.

## Lage und Klima
Sidi R'Bat liegt an der Mündung des Oued Massa ca. 54 km (Fahrtstrecke) nördlich von Tiznit bzw. knapp 68 km südlich von Agadir im Zentrum des Nationalparks Souss-Massa. Das überwiegend warme Klima wird in hohem Maße vom Atlantik geprägt und kann an manchen Tagen auch stürmisch, regnerisch und vor allem neblig sein; Regen (ca. 250 mm/Jahr) fällt nahezu ausnahmslos im Winterhalbjahr.

## Wirtschaft
Die hier lebenden Menschen waren überwiegend Viehzüchter; in geringem Umfang wurde auch Feldbau und Fischfang betrieben. Seit den 1960er Jahren spielt der Tourismus eine immer wichtiger werdende Rolle, doch von einem „Badeort“ kann man kaum sprechen.

## Sehenswürdigkeiten
- Nationalpark Souss Massa